# Lista de singles número um na UK Singles Chart em 2017
A lista dos singles que alcançaram a primeira posição na UK Singles Chart é, atualmente, compilada pela The Official UK Charts Company (OCC) baseada na Parada musical da UK Singles Chart (em português: Parada de Singles do  Reino Unido). É utilizada na UK Singles Chart as vendas de álbuns físicos (CDs e vinis), vendas digitais e os serviços de streams. A semana da parada vai de sexta-feira à quinta-feira, com a parada sendo publicada pela revista Music_Week, e publicada na internet no próprio site da The Official UK Charts Company. Todas as tabelas musicais da OCC são atualizadas às sextas-feiras e posiciona as vendas musicais da semana precedente, com data da tiragem até a próxima quinta-feira.

## Histórico
| Data            | Canção                     | Artista(s)                                                        |
| --------------- | -------------------------- | ----------------------------------------------------------------- |
| 5 de janeiro    | Rockabye                   | Clean Bandit com Sean Paul e Anne-Marie                           |
| 12 de janeiro   | Rockabye                   | Clean Bandit com Sean Paul e Anne-Marie                           |
| 19 de janeiro   | Shape of You               | Ed Sheeran                                                        |
| 26 de janeiro   | Shape of You               | Ed Sheeran                                                        |
| 2 de fevereiro  | Shape of You               | Ed Sheeran                                                        |
| 9 de fevereiro  | Shape of You               | Ed Sheeran                                                        |
| 16 de fevereiro | Shape of You               | Ed Sheeran                                                        |
| 23 de fevereiro | Shape of You               | Ed Sheeran                                                        |
| 2 de março      | Shape of You               | Ed Sheeran                                                        |
| 9 de março      | Shape of You               | Ed Sheeran                                                        |
| 16 de março     | Shape of You               | Ed Sheeran                                                        |
| 23 de março     | Shape of You               | Ed Sheeran                                                        |
| 30 de março     | Shape of You               | Ed Sheeran                                                        |
| 6 de abril      | Shape of You               | Ed Sheeran                                                        |
| 13 de abril     | Shape of You               | Ed Sheeran                                                        |
| 20 de abril     | Sign of the Times          | Harry Styles                                                      |
| 27 de abril     | Shape of You               | Ed Sheeran                                                        |
| 5 de maio       | Symphony                   | Clean Bandit com Zara Larsson                                     |
| 11 de maio      | I'm the One                | DJ Khaled com Justin Bieber, Quavo, Chance the Rapper e Lil Wayne |
| 18 de maio      | Despacito                  | Luis Fonsi e Daddy Yankee com Justin Bieber                       |
| 25 de maio      | Despacito                  | Luis Fonsi e Daddy Yankee com Justin Bieber                       |
| 1º de junho     | Despacito                  | Luis Fonsi e Daddy Yankee com Justin Bieber                       |
| 8 de junho      | Despacito                  | Luis Fonsi e Daddy Yankee com Justin Bieber                       |
| 15 de junho     | Despacito                  | Luis Fonsi e Daddy Yankee com Justin Bieber                       |
| 22 de junho     | Despacito                  | Luis Fonsi e Daddy Yankee com Justin Bieber                       |
| 29 de junho     | Bridge Over Troubled Water | Artists for Grenfell                                              |
| 6 de julho      | Despacito                  | Luis Fonsi e Daddy Yankee com Justin Bieber                       |
| 13 de julho     | Despacito                  | Luis Fonsi e Daddy Yankee com Justin Bieber                       |
| 20 de julho     | Despacito                  | Luis Fonsi e Daddy Yankee com Justin Bieber                       |
| 27 de julho     | Wild Thoughts              | DJ Khaled com Rihanna com Bryson Tiller                           |
| 3 de agosto     | Despacito                  | Luis Fons e Daddy Yankee com Justin Bieber                        |
| 10 de agosto    | Despacito                  | Luis Fons e Daddy Yankee com Justin Bieber                        |
| 17 de agosto    | Feels                      | Calvin Harris com Pharrell Williams, Katy Perry e Big Sean        |
| 24 de agosto    | New Rules                  | Dua Lipa                                                          |
| 31 de agosto    | New Rules                  | Dua Lipa                                                          |
| 7 de setembro   | Look What You Made Me Do   | Taylor Swift                                                      |
| 14 de setembro  | Look What You Made Me Do   | Taylor Swift                                                      |
| 21 de setembro  | Too Good at Goodbyes       | Sam Smith                                                         |
| 28 de setembro  | Too Good at Goodbyes       | Sam Smith                                                         |
| 05 de outubro   | Too Good at Goodbyes       | Sam Smith                                                         |
| 12 de outubro   | Rockstar                   | Post Malone com 21 Savage                                         |
| 19 de outubro   | Rockstar                   | Post Malone com 21 Savage                                         |
| 26 de outubro   | Rockstar                   | Post Malone com 21 Savage                                         |
| 02 de novembro  | Rockstar                   | Post Malone com 21 Savage                                         |
| 09 de novembro  | Havana                     | Camila Cabello com Young Thug                                     |
| 16 de novembro  | Havana                     | Camila Cabello com Young Thug                                     |
| 23 de novembro  | Havana                     | Camila Cabello com Young Thug                                     |
| 30 de novembro  | Havana                     | Camila Cabello com Young Thug                                     |
| 07 de dezembro  | Havana                     | Camila Cabello com Young Thug                                     |
| 14 de dezembro  | Perfect                    | Ed Sheeran                                                        |
| 21 de dezembro  | Perfect                    | Ed Sheeran                                                        |
| 28 de dezembro  | Perfect                    | Ed Sheeran                                                        |